# دفع

اوریک اسید یکی از ترکیباتی که در ادرار وجود دارد

دفع یا برون‌ریزی (انگلیسی: Excretion) بخشی از دگرگشت است که در آن، مواد زائد و غیرضروری از یک جاندار خارج می‌گردد. در مهره‌داران، این فرایند به وسیله کلیه، ریه و پوست صورت می‌گیرد. تفاوت دفع با تراوش در آن است که در تراوش، ماده‌ای که از سلول خارج می‌شود، عمل مشخصی را انجام خواهد داد؛ در حالیکه در دفع، ماده خارج شده بهره‌ای ندارد. دفع عملی ضروری برای ادامه زندگی است و در همه انواع موجودات زنده وجود دارد. در جانداران تک‌یاخته‌ای دفع مستقیماً از طریق سطح یاخته رخ می‌دهد. ادرار در پستانداران مهم‌ترین راه دفع به‌شمار می‌رود. گیاهان نیز دی‌اکسید کربن و آب را از طریق تنفس فیزیولوژیک و ژیگ‌تراوی، و اکسیژن را از راه فتوسنتز بیرون می‌دهند.